# 東海大学付属市原望洋高等学校
東海大学付属市原望洋高等学校（とうかいだいがくふぞく いちはらぼうようこうとうがっこう）は、千葉県市原市の中部に位置する東海大学付属の私立高等学校。
スクールカラーは緑。部活動は野球部が甲子園に春夏通じて3回出場しており、陸上部、バトン部、射撃部も全国大会に出場する強豪。全国に14校ある東海大学付属高校のひとつで、東海大学独自の教育プログラム「現代文明論」の付属高校科目である「高校現代文明論」を中心に各教科が展開されている。

## 概要
1889年にキリスト教徒の教育者である加藤俊子が女子独立学校として  東京府南豊島郡角筈村に開校した。加藤俊子の死後、内村鑑三が校長に就任し、後に勝田孫弥が同校を引き受け1901年に精華学園を設立、1908年に精華高等女学校と改称した。
戦後の学制改革で精華学園女子高等学校・中学校となる。この頃は歌手や女優が多く在籍していたが、西新宿一帯の再開発に影響されて1969年に新宿区柏木に移転する。
1973年に千葉県市原市の現在地へ移転する。1974年に東海大学と提携し、東海大学総長の松前重義が精華学園理事長に就任した。翌年に東海精華女子高等学校（校長・鈴木哲子）、1977年に「東海大学精華女子高等学校」、1986年に男女共学化に伴い「東海大学付属望洋高等学校」、2016年に「東海大学付属市原望洋高等学校」と、名称変更を重ねて現在に至る。学校法人精華学園は一時兄弟校である東海大学付属浦安高等学校・中等部が移管されるなど、学校法人東海大学の千葉県内に於ける運営を担っていたが、現在は学校法人東海大学に統合・編入され、飯田雅美が校長職を務めている。

## 沿革
- 1889年11月 -東京府南豊島郡角筈村（現在の東京都新宿区西新宿）に加藤俊子により女子独立学校開校。加藤没後内村鑑三が校長となる。
- 1902年5月 - 勝田孫弥が引き継ぎ、精華女学校と改称。
- 1908年3月 - 精華高等女学校と改称。
- 1947年4月 - 精華学園女子中学校・高等学校と改称。
- 1969年 - 東京都新宿区柏木（現在の北新宿）に移転する。
- 1973年4月 - 千葉県市原市能満に移転。精華学園第二女子中学校・高等学校と改称。
- 1973年12月 - 一号館、図書館完成。
- 1974年12月 - 東海大学と提携、松前重義理事長就任。
- 1975年4月 - 東海精華女子中学校・高等学校と改称。
- 1977年6月 - 二号館完成。
- 1977年12月 - 東海大学精華女子高等学校と改称。
- 1978年12月 - 講堂兼体育館完成。
- 1981年3月 - 三号館完成。
- 1985年12月 - 全天候型テニスコート3面完成。
- 1986年4月 - 東海大学付属望洋高等学校と改称。男女共学となる。
- 1987年5月 - 野球場完成。
- 1988年9月 - 陸上競技場拡張。
- 1989年8月 - 駐輪場設置。
- 1990年3月 - 校門、門扉完成。
- 1991年8月 - 芸術実習室整備。
- 1993年2月 - 校庭街灯及び野球場照明設置。
- 1994年3月 - ピッチング練習場完成。
- 1994年4月 - 学校五日制実施。
- 1998年1月 - 新図書室完成。
- 1998年6月 - 松前記念講堂、食堂、二階渡り廊下完成。
- 1999年4月 - 2学期制実施。
- 1999年8月 - 三号館普通教室空調（冷暖房）設備完備。
- 2000年8月 - 二号館特別教室空調（冷暖房）設備完備、情報関連施設設置。
- 2001年3月 - 隣接地取得（9913m²）。
- 2001年4月 - 制服改訂。
- 2001年8月 - 第二グラウンド改修、三号館トイレ（4, 5階）改修。
- 2010年4月 - スクールバス運行開始。
- 2016年4月 - 東海大学付属市原望洋高等学校と改称。学校六日制実施、3学期制実施、制服改訂。
- 2016年9月 - 三号館改修。
- 2017年9月 - 体育館改修。
- 2018年9月 - 第一グラウンド改修、松前記念総合グラウンド完成。

## 交通
- 五井駅・鎌取駅・茂原駅・東横田駅・里見駅・おゆみ野駅からスクールバス
- 五井駅西口・八幡宿駅から山倉こどもの国行き路線バスで望洋高校入口下車
- 海士有木駅から自転車 約15分

## 建学祭
2014年度まで一日目に校内祭、二日目に一般公開であったが、2015年度から二日間にかけて一般公開となった。2019年度は10月25日に千葉県を襲った豪雨災害の影響により一日目が中止となり、二日目のみが一般公開となった。

## 部活動
- 野球部
- サッカー部
- 陸上競技部
- テニス部
- バレーボール部
- バスケットボール部
- バドミントン部
- ソフトボール部
- 卓球部
- バトン部
- 剣道部
- 柔道部
- 射撃部
- 放送部
- 英語部
- クッキング部
- 華道部
- 茶道部
- 写真部
- 科学部
- 生物部
- ディベート部
- マンガ研究部
- 数学研究部
- パソコン部
- ボランティア部
- 書道部
- 美術部
- 吹奏楽部

## 著名な出身者
芸能人・マスコミ
- 美空ひばり[5]
- 星由里子[5]
- 不忍鏡子[6]
- 小川知子 (女優)[5]
- 和泉雅子[5]
- 吉永小百合[6]
- 中尾ミエ[6]
- 八汐亜矢子
- 鹿沼絵里[6]
- 牧れい[5]
- 小橋玲子[5]
- 北島マヤ (女優)[5]
- 山本博子 (女優)[5]
- 大杉久美子[5]
- 滝瑛子[6]
- 鷲尾真知子[5]
- 田代みどり
- 今陽子
- O-JIRO
- 佐々木和也
- 落合恵子[6]
- 田中洋行

野球
- 長田昌浩
- 眞下貴之
- 島孝明
- 金久保優斗

サッカー
- 菅原大介
- 半田武嗣

その他
- 吉野達郎（陸上選手）
- 山田火砂子（映画監督）[5]
- 成清龍之介（競輪選手）
- 伊藤寛(千葉県議会議員)